# خلیل‌آباد (ایران)
خَلیل‌آباد () با نام تاریخی خارزَنج () مرکز بخش مرکزی شهرستان خلیل‌آباد در جنوب‌غربی استان خراسان رضوی ایران است. این شهر در سده‌های گذشته محدوده کوچکی را به خود اختصاص می‌داد که در دوران پادشاهی شاه عباس یکم بر اثر زمین‌لرزه به کلی ویران شد و بعدها توسط شخصی به نام خلیل خان فرزند جلیل بیک از خاندان عرب میش‌مست که بر ترشیز حکومت می‌کردند؛ قلعه‌ای بنیان گشت و بعدها خلیل‌آباد نام گرفت. وجود آثارهایی از قلعه‌ها و آتشکده‌ای باستانی در دامنه کوه‌های شمال‌شرقی این شهرستان را از تمدن چندهزار ساله حکایت می‌دارد. این شهر به دیار تاکستان‌های سرسبز معروف است که یکی از قطب‌های اصلی تولید انگور می‌باشد و بنیادین‌ترین ره‌آورد خلیل‌آباد خشکبار به‌خصوص «کشمش سبز قلمی» است. بیش از ۹۵ درصد سطح زیرکشت باغات انگور خلیل‌آباد مربوط به «پیکامی» و «عسکری» می‌باشد. این شهر در دامنه‌های جنوبی رشته‌کوه کوهسرخ قرار دارد.

## وجه تسمیه و پیشینه
حدوداً ۲۵۰ سال قبل خلیل خان فرزند جلیل بیگ از خاندان عرب میش‌مست قلعه‌ای به نام خودش بنا نهاد که بعدها خلیل‌آباد نام گرفت اما نام تاریخی این شهر، خارزنج است که در کتب تاریخی و معتبر از آن بسیار نام برده شده است. شهر خارزنج در ناحیهٔ شمالی شهر خلیل‌آباد فعلی واقع شده بود که در اثر زمین‌لرزه تخریب و ساکنانش در دشت‌های جنوبی پراکنده و اقدام به ساخت آبادی‌های متعدد نمودند، سرانجام به دلیل وجود ناامنی‌های حاصل از حمله افغان‌ها و ترکمن‌ها اقدام به ساخت قلعه معروف خلیل‌آباد نمودند و خلیل‌آباد مرکزیت یافت و بدین ترتیب مردم با این منطقه وابستگی گرفته و هرروز بر جمعیت آن افزوده که در نهایت در سال ۱۳۴۳ به شهر و در سال ۱۳۸۲ به مرکز شهرستان تبدیل شد. براساس کتب تاریخی، پیشینه شهرستان به دوران زرتشت بر می‌گردد، به‌طوری‌که آثار و ابنیه زرتشتیان در اطراف شهرستان به چشم می‌خورد. اما رونق علمی و فرهنگی آن به سده‌های سوم و چهارم قمری که به نام خارزنج معروف بوده بازمی‌گردد.
از معروف‌ترین علما و بزرگان خارزنج می‌توان به احمد بن محمد خارزنجی صاحب کتاب تکلمه در لغت و یوسف بن حسن خارزنجی از فضلای زمان خود اشاره کرد. از دیگر شخصیت‌های تاریخی این شهرستان عمیدالملک کندری وزیر دربار طغرل بیک است.
خلیل‌آباد (خارزنج) پاره‌ای از ناحیه ترشیز قدیم است. در قرن هشتم هجری؛ خواجه علی مؤید (حکومت: ۷۶۶–۷۸۳)، واپسین امیر سربداری، ناحیه ترشیز را به قلمرو حکومتی خود درآورد اما در سال ۷۷۹ق، درویش رکن‌الدین و جلال‌الدین شاه‌شجاع همداستان شده و بر حکومت سربداران تاختند و ترشیز یکی از مناطقی بود که به آن دست یافتند. پس از آن، خواجه‌علی به کمک امیرولی استرآبادی (حاکم استرآباد)، دوباره بر ترشیز مسلط شد. او در این گیر و دار، یک بار نیز از خواجه سدید که از سدیدیان ترشیز بود کمک گرفت. خواجه‌علی، بار دیگر در سال ۷۷۲ق به کمک جلال‌الدین شاه‌شجاع که قبلاً به درویش رکن‌الدین کمک کرده بود، ترشیز را تسخیر نمود. سرانجام، با تسلیم خواجه‌علی مؤید به امیر تیمور گورکانی در حدود سال ۷۸۲ ه‍. ق، حکومت محلی سربداری‌ها از خراسان و ناحیه ترشیز برچیده شد. گفتنی است برخی منابع، پس از خواجه‌علی و در فاصله سال‌های ۷۸۲ تا ۷۸۴ق از حکومت امیرولی استرآبادی و پس از وی، امیرلی سدیدی بر ناحیه ترشیز گزارش داده‌اند.

## مردم

### جمعیت
بر پایه سرشماری عمومی نفوس و مسکن در سال ۱۳۹۵ جمعیت این شهر ۱۲٬۷۵۱ نفر (در ۴٬۰۹۴ خانوار) بوده است.

### زبان و گویش
مردم خلیل‌آباد به زبان فارسی و به گویش کاشمری سخن می‌گویند.

## اقتصاد و ره‌آورد
اساس اقتصاد خلیل‌آباد برپایهٔ کشاورزی، دامپروری و صنایع دستی می‌چرخد اما کشاورزی اصلی‌ترین موضوع است به گونه‌ای که حداقل ۸۰ درصد مردم آن، مستقیم یا غیرمستقیم در این زمینه فعالیت دارند و سطح زیرکشت باغات انگور، انار و پسته در خلیل‌آباد و حومهٔ آن ۷٬۹۸۳ هکتار و سایر محصولات کشاورزی شامل زیره، پنبه، جو و گندم می‌باشد. انگور خلیل‌آباد در سطح کشور به لحاظ کیفیت رتبهٔ نخست و از نظر کمیت رتبه دوم را به خود اختصاص داده است چنانچه این شهر به دیار تاکستان‌های سرسبز معروف شده است و سطح زیرکشت تاکستان‌های انگور آن بالغ بر ۶٬۰۰۰ هکتار با میانگین تولید ۲۵ تن در هکتار است که سالیانه حدود ۱۵۰٬۰۰۰ تن انگور تولید می‌گردد، این‌درحالی است که میانگین تولید انگور در سطح کشور ۱۲ تن می‌باشد. انگور تولیدشده خلیل‌آباد هفتاد درصد آن کشمش و مابقی برای تازه‌خوری به سایر استان‌های ایران صادر می‌شوند. بنیادین‌ترین ره‌آورد خلیل‌آباد خشکبار به‌خصوص «کشمش سبز قلمی» است. بیش از ۹۵ درصد سطح زیرکشت باغات انگور خلیل‌آباد مربوط به «پیکامی» و «عسکری» می‌باشد و دیگر ارقام: لعل، ریش بابا، صاحبی، رزقی، یاقوتی، فخری، مسکه، دیوانه، سفید اری، ترکمنستانی، سبزه مال، بیچ، شاهانی، سرقی است که برای تازه‌خوری و مهیا کردن مویز، طیفی، سرکه، شیره انگور، غوره شور و آبغوره استفاده می‌گردد.
مهم‌ترین معادن شهرستان خلیل‌آباد معدن سنگ آهن، جیوه، مس، کائولن، گچ و آهک می‌باشد.

## آب وهوا
آب وهوای حاکم بر منطقه نیمه خشک سرد است و زمستان‌های معتدل و تابستان‌های گرم و خشک را دارد. حداکثر درجه دما ۴۵ درجه و حداقل ۱۶ درجه زیر صفر می‌باشد؛ این اختلاف ۶۱ درجه‌ای که در کویر نمک به بیش از این نیز می‌رسد نشان دهنده طبیعت غالب کویری منطقه خلیل‌آباد است. بارندگی منطقه به‌دلیل آب‌وهوای گرم چندان زیاد نیست و متوسط ۱۵ ساله آن در ایستگاه هواشناسی کاشمر رقم ۱۷۹ میلی‌متر را نشان می‌دهد و همین میزان اندک بارش از انضباط و یک‌نواختی برخوردار نبوده و دارای نوسانات زیادی می‌باشد. بادهای شهرستان بر سه نوع باد می‌باشد نوع اول بادهایی که در فصول سرد سال می‌وزند که از قسمت شمال وزیده و سرد می‌باشند، دوم بادهای که از سمت شرق می‌وزند و به اعتقاد مردم محلی بارانزا می‌باشند حال آنکه بادهای بارانزا از سوی شمال‌غربی می‌وزند، سوم بادهایی که در تابستان از طرف جنوب منطقه کویری به شمال می‌وزند که سوزان است و همراه خود گرد و غبار و ماسه روی مزارع می‌پراکند. منابع آب سطحی که در شمال به دلیل کوهستانی بودن و ضخامت سفره‌های آب چندان زیاد نیست و به صورت سیلاب بهاره وجود دارند، در ناحیهٔ غرب شهرستان خلیل‌آباد مسیر رودخانه دائمی به نام کال ششطراز می‌باشد که پس از عبور از مناطق کوهستانی در شمال روستای ایرج‌آباد وارد کفه نمکی بردسکن می‌شود؛ کال ششطراز بزرگ‌ترین رودخانه منطقه است و کیفیت آب این رودخانه برای مصرف آب شرب و کشاورزی مناسب است. منابع آب‌های زیرزمینی شهرستان خلیل‌آباد درحال‌حاضر توسط ۲۶۱ حلقه چاه عمیق و یک رشته قنات جهت کشاورزی و شرب تخلیه می‌گردد.

## پوشش گیاهی

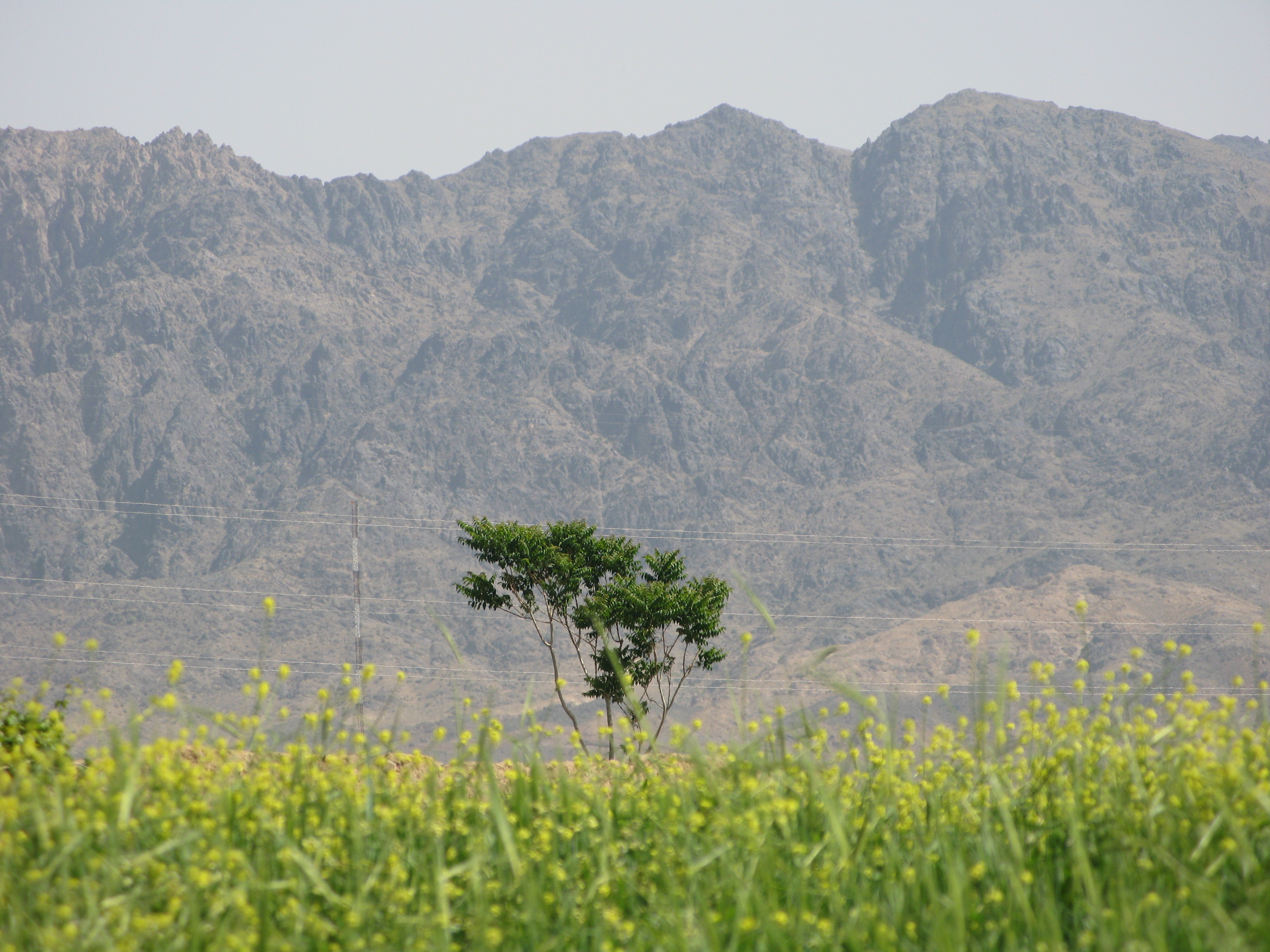
طبیعت خلیل‌آباد

با توجه به باران کم و نامنظم و تبخیر زیاد به‌ویژه در مناطق جنوبی شهرستان پوشش گیاهی مستعدی در این ناحیه وجود ندارد. در این ناحیه تنها گیاهانی می‌توانند رشد کنند که در مقابل گرما و خشکی مقاوم بوده و با شرایط طبیعی منطقه مناسب و سازگار باشند و این گیاهان با فاصله می‌باشند که می‌توان به پسته وحشی یا بنه اشاره کرد. در این منطقه به علت فوق گیاهان بایستی دارای دو ویژگی باشند؛ اولاً ریشه‌ای عمیق داشته باشند. دوماً برگ‌هایی داشته باشند که بتوانند جلوی تبخیر را بگیرند. پوشش گیاهی شهرستان در شمال به صورت کوهستانی و دارای درختان و درختچه‌های کوهپایه‌ای نظیر سرو، بادام، چنار، درختان میوه و در مرکز ناحیه جلگه‌ای که بشتر به کشاورزی اختصاص دارد و در جنوب ناحیه کویری شهرستان که بیش از ۷۰٪ وسعت شهرستان را در اختیار دارد بعلت بارندگی کم و خشکی هوا و خاک کویری دارای گیاهانی از نوع اسپند، شور، خارشتر، و درختان گز و قیچ می‌باشد. همچنین در قسمت جنوب‌غربی که قسمتی از کویر نمک در آن واقع است به گیاهان خاص مناطق کویری برمی‌خوریم.

## اماکن تاریخی، آثار باستانی و جهانگردی

### آثار ثبت‌شده
- گرمابه بهشتی[۱۰]
- آب‌انبار کندر ۱[۱۱]
- آب‌انبار کندر ۲[۱۲]
- امامزاده سید حسن[۱۳]
- قلعه کندر[۱۴]
- امامزاده سید قاسم[۱۵]
- قدمگاه حضرت علی[۱۶]
- حوض چهل پایه[۱۷]
- مسجد جامع سعدالدین[۱۸]
- مسجد جامع خلیل‌آباد[۱۹]
- یخدان گلی[۲۰]

### دیگر آثار
- آب‌انبار جابوز
- آب‌انبار سعدالدین
- آب‌انبار مهدی‌آباد
- آبگرم خلیل‌آباد و مسیر رودخانه خارزنج و تفرجگاه‌هایی که در این مسیر قرار گرفته است[۲۱][۲۲]
- آسیاب کاهه
- اردوگاه فرهنگی تربیتی معلم شهید مهدی جعفریان[۲۱]
- امامزاده هادی شوراب[۲۳]
- امامزاده حور و بی‌بی نور در روستای جابوز[۲۳]
- امامزاده کلاته رحیم
- باغ رئیسی واقع در روستای ابراهیم‌آباد
- برج قهندیز
- برج رستم خان دلیری واقع در روستای سعدالدین
- پارک جنگلی خلیل‌آباد[۲۱]
- پل شاهی یا پل تارآباد مربوط به دورهٔ پهلوی اول واقع در جادهٔ خلیل‌آباد به کاشمر، نزدیک به روستای کلاته شادی
- تفرجگاه خارزنج[۲۱]
- خانه اربابی کندر واقع در نزدیکی قلعه کندر
- قلعه بزنجرد
- قلعه هفت‌خانه شوراب
- کویر خلیل‌آباد[۲۱]
- مزار و انبارخانه مهدی‌آباد
- هفت آسیاب در مسیر رودخانه خارزنج

## مراکز اقامتی
- اقامتگاه بوم‌گردی اشنو در روستای جعفرآباد[۲۴]
- اقامتگاه بوم‌گردی خاله خورشید در روستای نصرآباد[۲۴]
- اقامتگاه بوم‌گردی عمارت وزیرپناه در روستای ده‌نو[۲۴]